# Марсовска трилогија
Марсовска трилогија (енгл. Mars trilogy) је серија награђиваних научнофантастичних романа америчког књижевника Кима С. Робинсона. Романи документују колонизацију и тераформирање планете Марс са изузетно личне и детаљне тачке гледишта многих ликова у временском периоду од скоро два века. Више утопијска него дистопијска, прича се фокусира на егалитаријски, социолошки и научни напредак на Марсу, док Земља пати од пренасељености и природних катастрофа.
Три романа су Црвени Марс (1993), Плави Марс (1994) и Зелени Марс (1996). Роман Марсовци (1999) је збирка приповедака чија се радња одиграва у истом фиктивном универзуму. Трилогија је освојила велики број награда. Роман Icehenge (1984), Робинсонов први о Марсу, није смештен у исти универзум, али се бави сличним темама. Роман 2312 има сличне теме као трилогија, попут тераформирања Марса и дугог животног века ликова у романима.